# Hirayama Gyōzō
Hirayama Gyōzō (平山 行蔵, , également Kōzō, 1759-1829) est un épéiste japonais, auteur du Kensetsu (« Discours sur les sabres »). Il fonde le Chukō Shingan Ryū, branche de l'école Shingan et met l'accent sur l'emploi d'une épée plus courte que la normale. Gyōzō est crédité du développement du concept de bugei juhappan (les « Dix-huit arts martiaux »).